# Edvin Bergenudd
Johan Edvin Bergenudd, född 12 december 1909 i Niemisel, Råneå församling, Norrbottens län, död 11 maj 2000 i Lunds domkyrkoförsamling, Malmöhus län, var en svensk arkitekt.
Han var stadsarkitekt i Skellefteå stad 1937–1952

## Biografi
Bergenudds far, byggmästare LF Eriksson, föddes på Bergudden i Niemisel (släktgård sedan 1400-talet). Fadern uppförde sedan 1898 bland annat banvaktsstugor mellan Abisko och Riksgränsen. Av hans och Alma Gustafssons barn blev fem söner byggutbildade; två arkitekter SAR (Edvin och Gottfrid) och tre byggnadsingenjörer (John, Gideon, Filip).
Bergenudd tog studentexamen i Luleå 1928 och arkitektexamen på Kungliga Tekniska högskolan 1933, samtidigt som han anställdes på stadsplanekontoret i Göteborg. Han hade egen verksamhet sedan 1935, och var sedan 1937 stadsarkitekt i Skellefteå i 15 år. Han var styrelseledamot i SAR 1937–1938. Bergenudd var delägare i Arkitektgruppen i Örebro.
Bergenudd och hans bröder grundande 1942 Bergenudds Byggnads AB, som fortfarande är verksamt i Boden. Företaget utförde byggentreprenader och byggde upp ett fastighetsbestånd i Boden. Under 1950- och 60-talen drev man också ett stort arkitektkontor. Bygg- och fastighetsrörelsen minskade drastiskt då två av de tre ingenjörersbröderna avled unga.

## Byggnadsverk i urval
Bergenudds kanske mest uppmärksammade arbete är Folkskolan i Skelleftehamn från 1946, nuvarande Auraskolan. Han har också ritat många byggnader i Örebro under 1950-  och 60-talen.
- Orion 8, Kanalgatan, Skellefteå 1946. Tegel.
- Mimer 4, Skellefteå, 1950. Ursprungligen hotellbyggnad i tegel.
- Gamla hantverkshuset, Skellefteå, 1950.
- Tekniska gymnasiet (nuv. Balderskolan), Skellefteå.
- Pilen 3 och 4, Högalidsgatan i Skellefteå, 1950-51. Putsade enfamiljshus i funkisstil.
- Kedjehusen på Högalidsgatan och Furugatan, Skellefteå, 1951. Tillsammans med Poul Stampe.
- Norrhammarskolan, Skellefteå 1953. Skolbyggnad, matsal och expedition i rött tegel med stora fönster.
- Brand- och polisstation, Skellefteå, 1954.
- Bilhallen på Repslagargränd, Skellefteå, 1955.
- Stadshus för Bodens stad, 1956. Nuvarande äldre delen av kommunhuset i Boden. Tillsammans med brodern Gottfrid Bergenudd.[7]
- Polishus i Örebro, 1956
- Holmens nya skola, Örebro, 1956
- Stene skola, gymnastiklokal, Kumla, 1968.

### Stadsplanering
- Stadsplan för Norrhammar, Skellefteå, 1943.

## Galleri

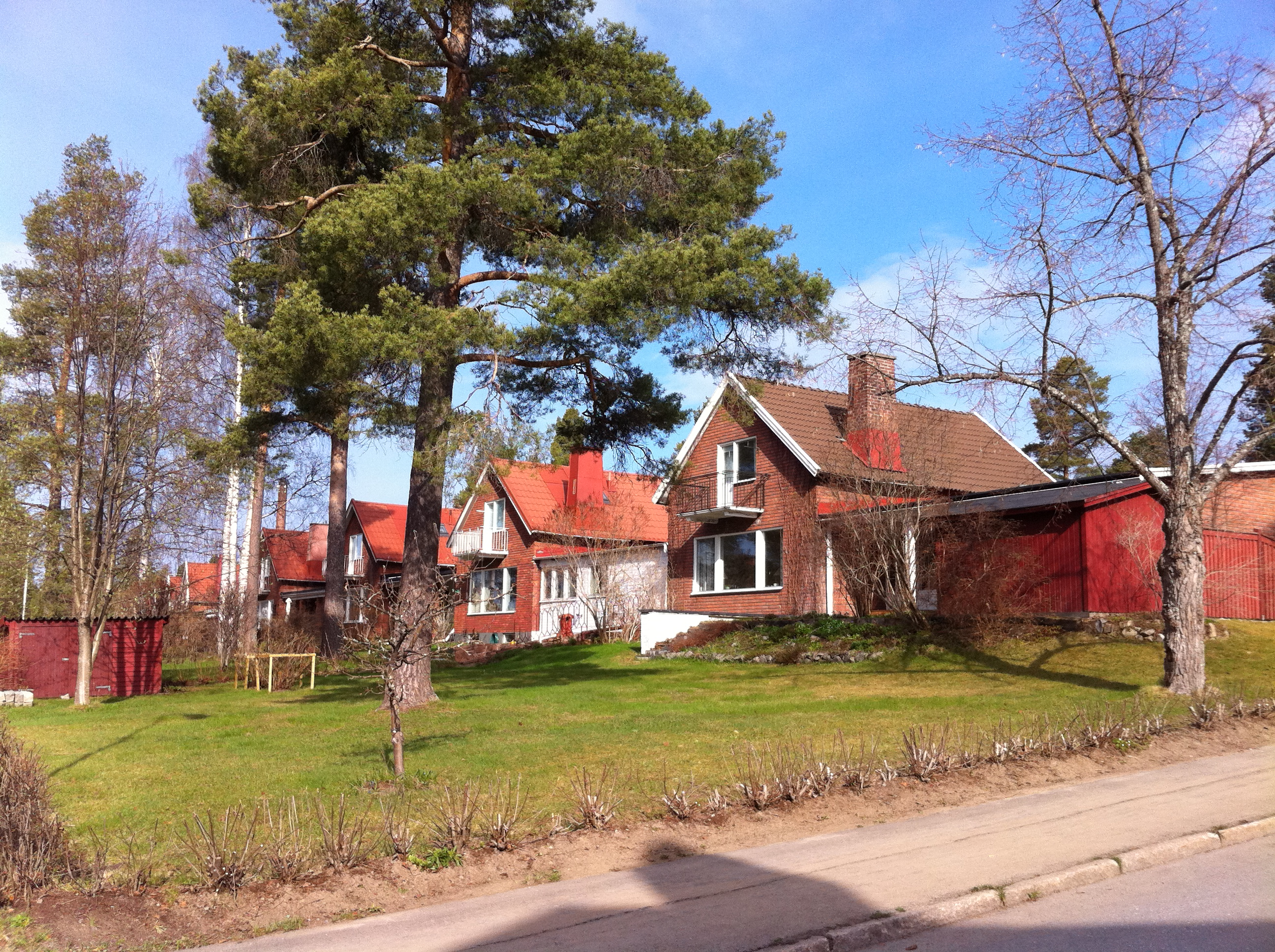
Kedjehus på Norrböle, Skellefteå. Tegel. 1950-tal.
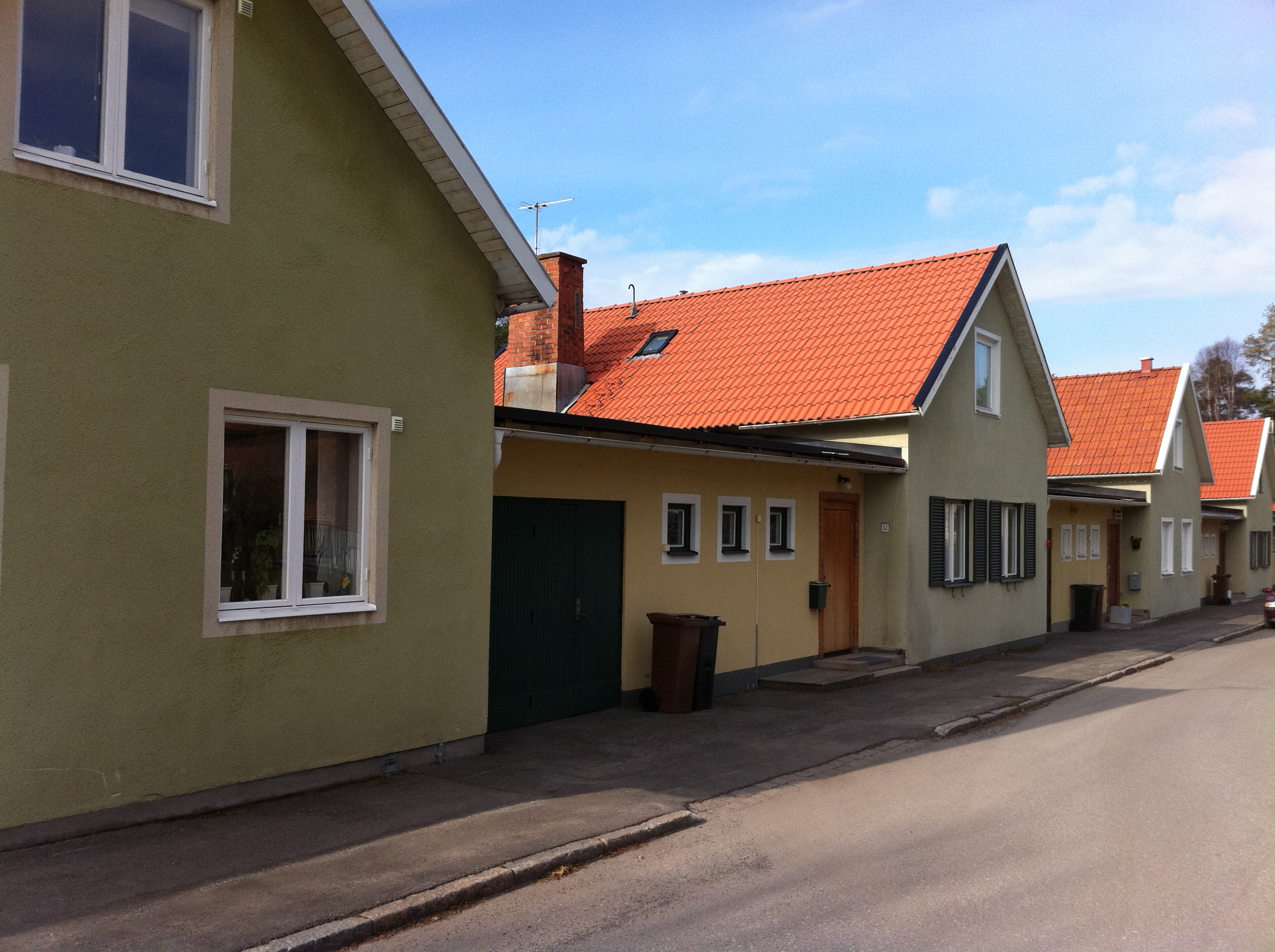
Kedjehus på Norrböle, Skellefteå. Puts. 1950-tal.
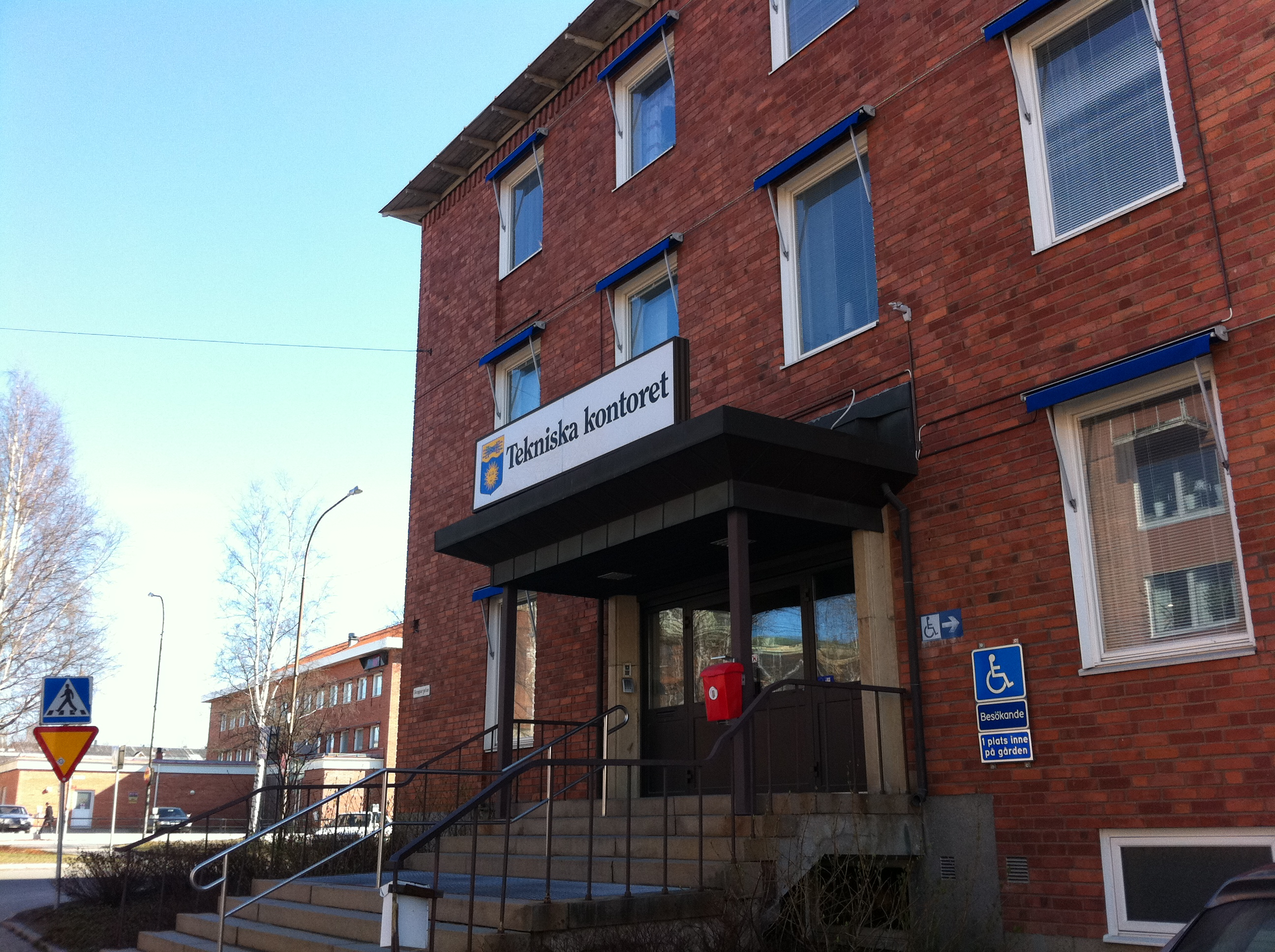
Brand- och polisstation i Skellefteå, 1954. Idag tekniska kontoret.
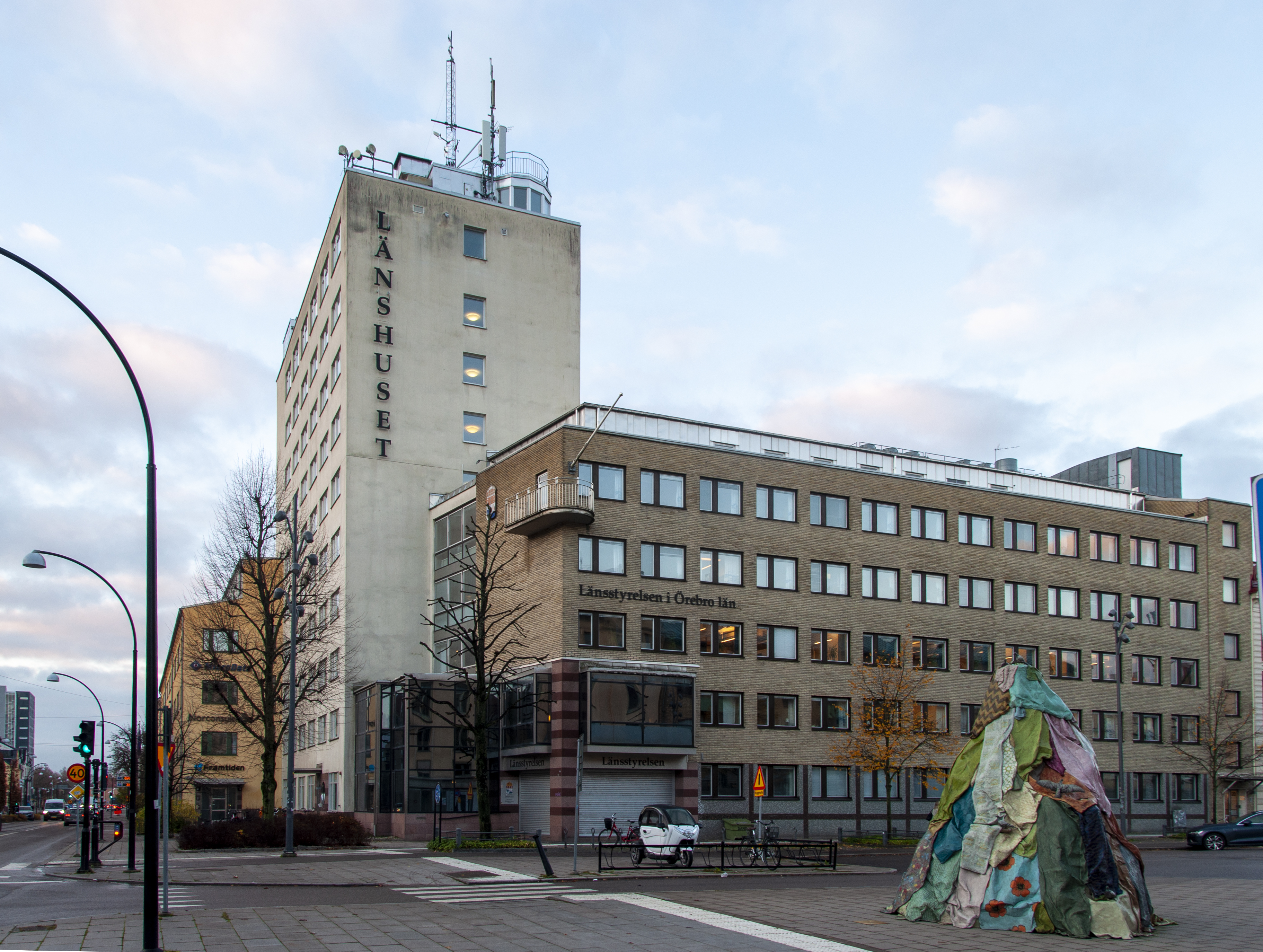
Polishus i Örebro. 1956